# 阪口あや
阪口 あや（さかぐち あや、本名：二川 文〈ふたがわ あや、旧姓阪口〉、1959年5月22日 - ）は、日本の女性声優、歌手。所属事務所は大沢事務所。東京都出身。血液型はO型。学習院大学法学部卒業。

## 経歴・特色
1980年代にインディーズバンド「東京お子様エレキ団」のボーカルを担当していた。バンド活動中よりテレビCMの声優を務め、解散後ナレーターやアニメの声優として活動する。歌手としてもアニメソングやコマーシャルソングなどを歌っている。
アニメの声優としては少女役の担当が多く、1990年代を中心に複数の作品でメインキャラクターないしそれに近い位置にある役の声を担当している。

## 出演

### テレビアニメ
1991年
- シティーハンター'91（ユミ）※エンドクレジットは坂口あや
- どろろんぱっ!（まゆみ）

1995年
- 怪盗セイント・テール（さやか）
- 神秘の世界エルハザード（ウーラ）
- クレヨンしんちゃん（ミホちゃん）

1997年
- バトルアスリーテス大運動会（ターニャ・ナティピタッド）

1998年
- 異次元の世界エルハザード（ウーラ）
- 聖ルミナス女学院（シスター・ジーナ）
- マドレーヌ（ジゼル）

1999年
- イソップワールド（ヨッチン）

2001年
- 爆転シュート ベイブレード（イワン・パホーフ）

### OVA
- 神秘の世界エルハザード（ウーラ）
  - 神秘の世界エルハザード2（ウーラ）
- バトルアスリーテス大運動会（ターニャ・ナティピタッド）
- ハローキティ関連作品（ミミィ・ホワイト）
  - キティとミミィのパッピーバースディ
  - ハローキティのふしぎなみずうみ
- マクロス ダイナマイト7（エルマ・ホイリー）
- リカちゃん関連作品（ミキ・マキ）
  - リカちゃん ふしぎな魔法のリング
  - リカちゃんの日曜日

### 劇場版アニメ
- ハローキティの魔法の森のお姫さま（ミミィ・ホワイト）

### ゲーム
1996年
- バトルアスリーテス大運動会 シリーズ（1996年 - 1999年、ターニャ・ナティピタッド） - 3作品

1997年
- 恋こいしましょ2（愛川沙姫）

1998年
- ドキドキプリティリーグ 熱血乙女青春記（聖真琴）

1999年
- ソナタ（TW1-NISHIKI、ニシキ、広小路にしき）

2000年
- ねっと DE ぱら（橘綾）
- ハッピィサルベージ（ルーリー）

2005年
- Fragrance Tale（妖精ルビイ）

2006年
- マブラヴ 全年齢版（戎美凪）
- マブラヴ オルタネイティヴ 全年齢版（戎美凪）

2009年
- マクロスアルティメットフロンティア（エルマ・ホイリー）

2011年
- マクロストライアングルフロンティア（エルマ・ホイリー）

2023年
- マクロス -Shooting Insight-（エルマ・ホイリー）

### 吹き替え
- 新スタートレック（タイラー少尉）

### ラジオドラマ
- 吸血姫美夕（聡子）
- ラジオの世界エルハザード（ウーラ）

### ドラマCD
- アクエリアンエイジ（水谷凛子）
- ハッピィサルベージ ドラマCD（ルーリー）
- Fragrance Tale 〜エバーラスティング・ノート〜（妖精ルビイ）

## 歌手活動

### 漫画・アニメ関係
- 学園のサスペンス（『放課後のティンカー・ベル』）
- 伯爵と呼ばれた男 イメージアルバム

#### キャラクターソング
- マクロス ダイナマイト7 ZZNKQB ZOLA RADIO FIRE!!
  - エルマのプラネットダンス
  - 夢の道〜ON THE ZOLA ROAD
  - MY SOUL FOR YOU〜ZOLA DREAMIN'
  - PLANET DANCE IN ZOLA

### CMソング
- 小岩井乳業 ちょっと濃いわい '99年度企業CMソング篇（『CMの達人 小林亜星とアストロミュージック 傑作CM音楽集』に収録）
- SONY ブラックトリニトロン「LAND」「視力検査」（『市川秀男CM WORKS オン・アソシエイツ・イヤーズ』に収録）

### その他
- ウーパークイーンの宮殿（『なんでもQ』オリジナルソング。「阪口あやや」名義）
- ちっちゃくたってインディアン（『山崎はちろ作曲集 〜みんないっしょにうたおうね〜』に収録）

### シリーズ一覧
1. ↑  『第1作』（1996年）、『オルタナティブ』（1998年）、『GTO』（1999年）